# Evangelický hřbitov v Gutech
Evangelický hřbitov v Gutech se nachází ve městě Třinec, v části Guty. Má rozlohu 3093 m² (bez pozemků s kaplí a hosp. budovou).

## Historie
Evangelický (luterský) hřbitov v Gutech byl založen roku 1882.
Na hřbitově stála původně dřevěná márnice. Hřbitovní kaple byla na hřbitově vystavěna v letech 1922–1923, náklady na stavbu věže pokryl Jan Matuszek (†1940), vládní komisař pro správu obce. Roku 1929 byly na věž zavěšeny zvony vyrobené zvonařskou dílnou Rudolfa Manouška, které byly zrekvírovány v průběhu 2. světové války. V letech 1968–1969 byla kaple přestavěna na kostelík; došlo k rozšíření oltářní části a sakristie.
Hřbitov je ve vlastnictví sboru SCEAV v Gutech, který je i jeho provozovatelem.
Na hřbitově se nachází pomník obětem 1. světové války, odhalený 7. dubna 1932, a po renovaci znovu odhalený 9. srpna 2015. Nachází se na něm jména 27 rodáků z Gutů, padlých na válečných bojištích.

## Galerie

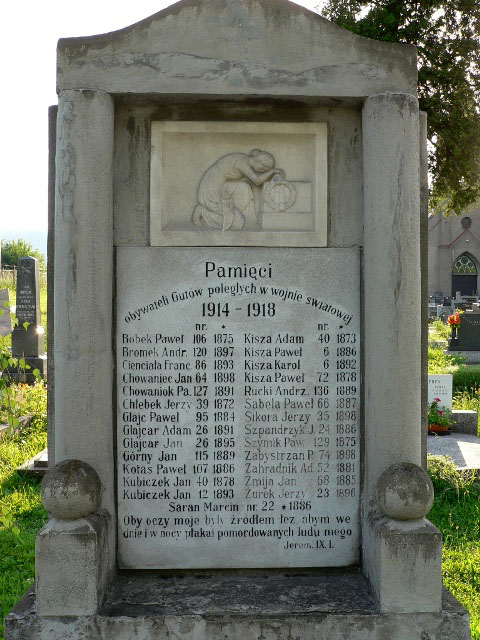
Pomník obětem války (před renovací)
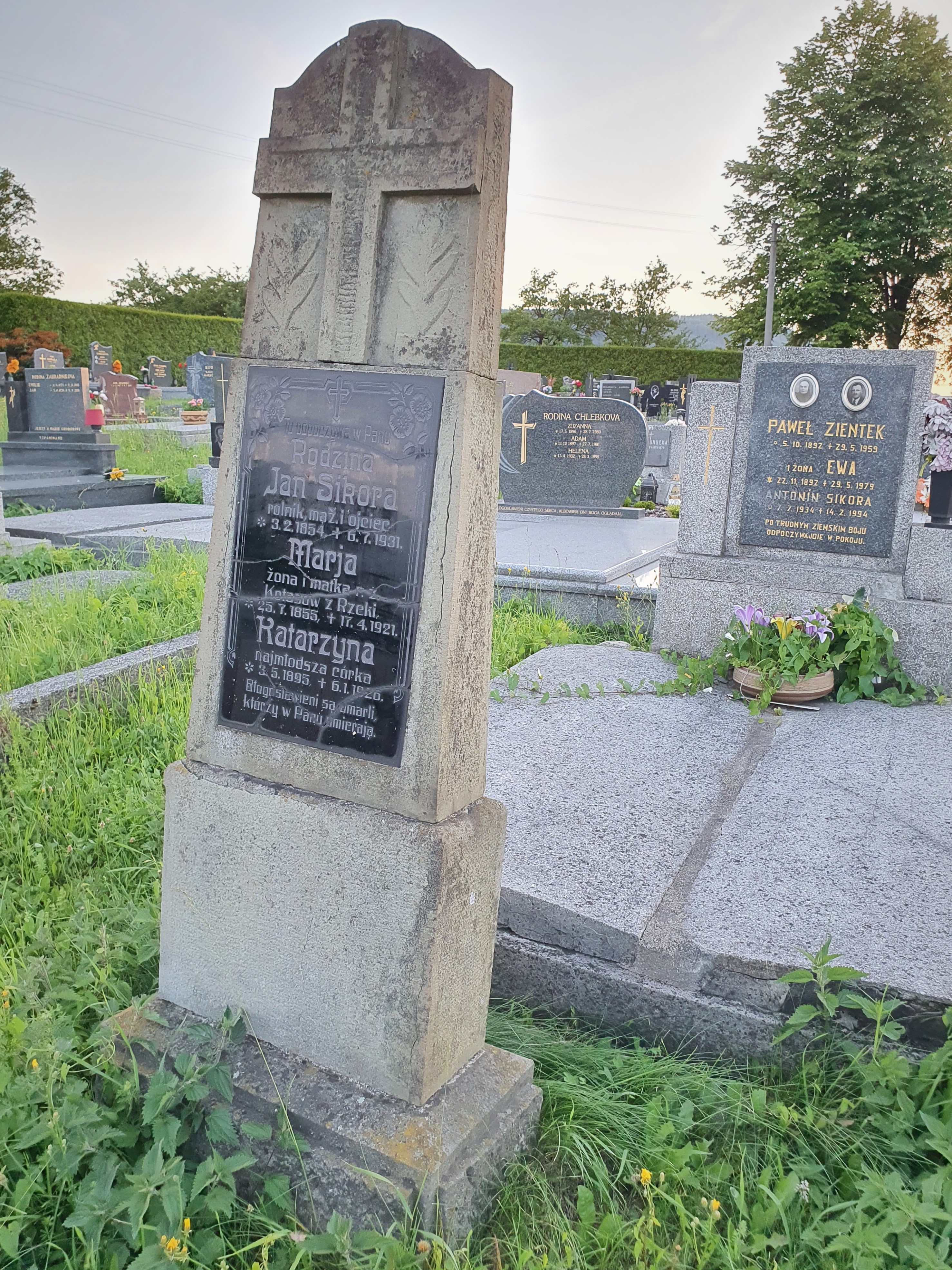
Náhrobky
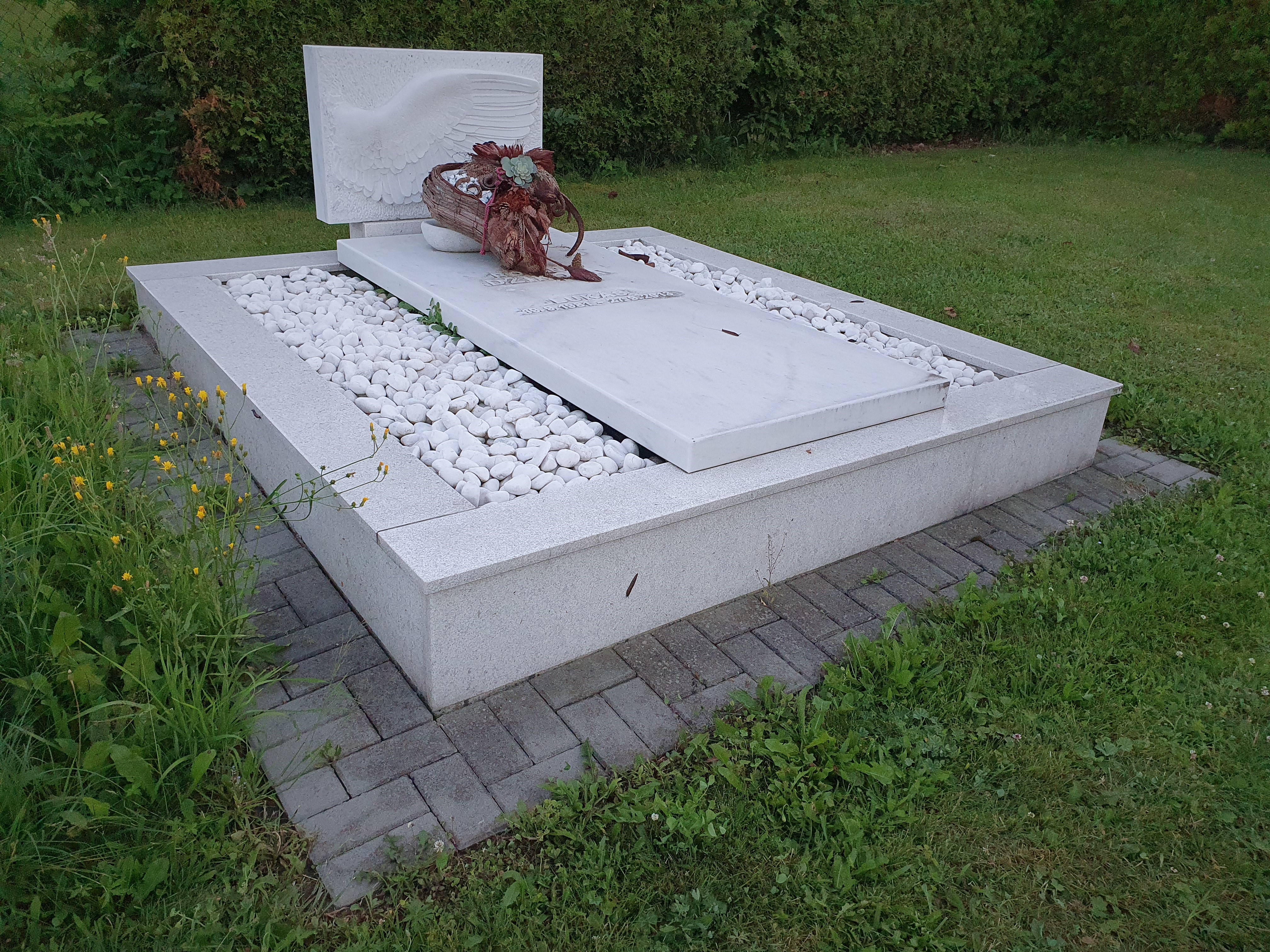
Náhrobek
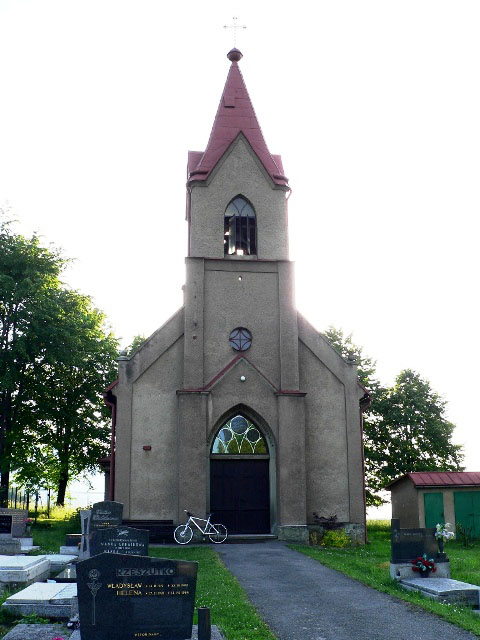
Kostelík na hřbitově